# БИЧ-1
БИЧ-1 «Парабола» — Экспериментальный лёгкий планёр конструкции Бориса Черановского.

## История
В 1921 году Борисом Черановским была выдвинута идея самолёта, построенного по схеме «летающее крыло». Передняя кромка крыла должна была быть очерчена по параболе, удлинение крыла равнялось 1,5. Специалистами по аэродинамике идея была встречена с недоверием. Но продувки моделей в аэродинамической трубе показали реальность проекта.
В 1924 году был построен планёр по этому проекту. В том же году он был с успехом продемонстрирован на планёрных соревнованиях. Толстый профиль крыла почти скрывал лётчика. Вся задняя кромка была занята рулями высоты и элеронами. Руля направления планёр не имел — повороты осуществлялись элеронами.

## Лётно-технические характеристики
- Размах крыла — 9,50 м;
- Длина — 3,50 м;
- Площадь крыла — 20,00 м²;
- Экипаж — 1 человек.